# Petr Zavřel
Petr Zavřel (* 7. června 1954 Mariánské Lázně) je český historik a archeolog.

## Život
V letech 1969–1973 vystudoval gymnázium v Mariánských Lázních. Poté v letech 1973–1978 studoval dějiny pravěku a archeologii na Filosofické fakultě Univerzity Karlovy u profesora Jana Filipa. Po ukončení studií pracoval jako archeolog v Jihočeském muzeu v Českých Budějovicích. V roce 1993 se stal vedoucím jeho archeologického oddělení.

## Spisy
- ZAVŘEL, Petr; ANDĚRA, Miloš, a kolektiv. Šumava – příroda, historie, život. Praha: Baset, 2003. 800 s. ISBN 80-7340-021-9.
- KUBŮ, František; ZAVŘEL, Petr. Zlatá stezka : historický a archeologický výzkum významné středověké obchodní cesty. 1. vyd. Svazek 1, Úsek Prachatice - státní hranice. České Budějovice: Jihočeské muzeum v Českých Budějovicích, 2007. 190 s. ISBN 978-80-86260-62-4.
- KUBŮ, František; ZAVŘEL, Petr. Zlatá stezka : historický a archeologický výzkum významné středověké obchodní cesty. 1. vyd. Svazek 2, Úsek Vimperk - státní hranice. České Budějovice : Prachatice: Jihočeské muzeum v Českých Budějovicích : Prachatické muzeum, 2007. 230 s. ISBN 978-80-86260-82-2.
- KUBŮ, František; ZAVŘEL, Petr. Zlatá stezka : historický a archeologický výzkum významné středověké obchodní cesty. 1. vyd. Svazek 3, Úsek Kašperské Hory - státní hranice. České Budějovice: Jihočeské muzeum v Českých Budějovicích, 2009. 263 s. ISBN 978-80-87311-06-6.
- KUBŮ, František; ZAVŘEL, Petr. Zlatá stezka : historický a archeologický výzkum významné středověké obchodní cesty. 1. vyd. Svazek 4, Úsek státní hranice - Pasov. Prachatice: Prachatické muzeum, 2015. 672 s. ISBN 978-80-87421-21-5.